# In vivo
In vivo se referă la experimentele realizate într-un organ, sau pe un țesut al unui organism viu . Testele pe animale și studiile clinice sunt două forme de cercetare in vivo.